# 细桥站
細橋站（：／ Segyo yeok */?）曾为韩国铁路长项线上的一个车站，位于双龙站和牙山站之间，目前已废止。

## 历史
- 1967年6月1日：开始使用[1]。
- 1974年6月1日：停用本站[2]。